# Michael Heilmann (politik)
Michael Heilmann (* 14. června 1962 Hof) je německý komunální politik bez politické příslušnosti a bývalý starosta města Hemer v Severním Porýní-Vestfálsku.
Po ukončení základní školy v Rehau se vyučil elektroinstalatérem. Následně navštěvoval vyšší odbornou školu v bavorském Hofu. Čtyři roky sloužil v německé armádě u Luftwaffe. Na Univerzitě Duisburg-Essen studoval politiku, hospodářství a právo. Jeden semestr strávil na univerzitě v Birminghamu ve Spojeném království.
Po studiích působil na univerzitě jako docent. Do roku 1993, kdy se začal aktivně angažovat v komunální politice, byl na otcovské dovolené. Následně vstoupil do politického hnutí Unabhängigen Wählergemeinschaft (UWG). Od roku 2004 byl členem městské rady v Hemeru a správní rady Sparkasse. V roce 2011 zbudoval společně s Gudrun Gille a Horstem Riedelem v Hemeru sociální centrum Netzwerk Demenz Hemer e. V.
14. února 2016 zvítězil v komunálních volbách s 81% hlasů a byl jmenován starostou. Od roku 2018, kdy vystoupil z Unabhängigen Wählergemeinschaft, je bez politické příslušnosti. V říjnu 2019 Heilmann uvedl, že se v příštích komunálních volbách nebude ucházet o post starosty.
Michael Heilmann je ženatý, má tři děti a od roku 1990 bydlí v Hemeru.